# Bad Homburg Open 2023
Il Bad Homburg Open 2023, sponsorizzato da Engel & Volkers, è stato un torneo di tennis femminile che si è giocato su campi in erba all'aperto. È stata la 3ª edizione del Bad Homburg Open, facente parte della categoria WTA 250 del WTA Tour 2023. Si è svolto al TC Bad Homburg di Bad Homburg, in Germania, dal 25 giugno al 1 luglio 2023.

## Partecipanti

### Teste di serie
| Nazionalità | Giocatrice             | Ranking* | Testa di serie |
| ----------- | ---------------------- | -------- | -------------- |
| Polonia     | Iga Świątek            | 1        | 1              |
|             | Ljudmila Samsonova     | 15       | 2              |
| Croazia     | Donna Vekić            | 23       | 3              |
| Egitto      | Mayar Sherif           | 31       | 4              |
| Canada      | Bianca Andreescu       | 35       | 5              |
| Cina        | Zhu Lin                | 39       | 6              |
| Italia      | Elisabetta Cocciaretto | 41       | 7              |
| Francia     | Varvara Gračëva        | 43       | 8              |
|             | Anna Blinkova          | 44       | 9              |

* Ranking al 19 giugno 2023.

### Altre partecipanti
Le seguenti giocatrici hanno ricevuto una wild card per il tabellone principale:
- Anna-Lena Friedsam
- Sonay Kartal
- Sabine Lisicki

Le seguenti giocatrici sono entrate in tabellone utilizzando il ranking protetto:
- Jaqueline Cristian
- Evgenija Rodina

La seguente giocatrice è subentrata in tabellone come alternate:
- Emma Navarro

Le seguenti giocatrici sono passate dalle qualificazioni:

- Kateryna Baindl
- Claire Liu
- Jil Teichmann
- Maryna Zanevs'ka

La seguente giocatrice è sentrata in tabellone come lucky loser:
- Lena Papadakis
- Nadia Podoroska
- Katie Volynets

### Ritiri
Prima del torneo
- Ekaterina Aleksandrova → sostituita da  Viktorija Tomova
- Viktoryja Azaranka → sostituita da  Emma Navarro
- Anna Kalinskaja → sostituita da  Evgenija Rodina
- Alycia Parks → sostituita da  Lena Papadakis
- Sloane Stephens → sostituita da  Rebeka Masarova
- Donna Vekić → sostituita da  Nadia Podoroska
- Zhu Lin → sostituita da  Katie Volynets

## Partecipanti al doppio

### Teste di serie
| Nazione    | Giocatrice        | Nazione       | Giocatrice           | Rank1 | Teste di serie |
| ---------- | ----------------- | ------------- | -------------------- | ----- | -------------- |
| Cile       | Alexa Guarachi    | Nuova Zelanda | Erin Routliffe       | 88    | 1              |
|            | Jana Sizikova     | Belgio        | Kimberley Zimmermann | 90    | 2              |
| Slovacchia | Tereza Mihalíková | Giappone      | Makoto Ninomiya      | 101   | 3              |
| Ucraina    | Nadiia Kičenok    | Polonia       | Alicja Rosolska      | 107   | 4              |

* Ranking al 19 giugno 2023.

### Altre partecipanti
Le seguenti coppie di giocatrici hanno ricevuto una wild card per il tabellone principale:
- Sara Errani /  Nadia Podoroska
- Anna-Lena Friedsam /  Vivian Heisen

## Campionesse

### Singolare
Kateřina Siniaková ha sconfitto in finale  Lucia Bronzetti con il punteggio di 6-2, 7-6(5).
- É il quarto titolo in carriera per Siniaková, il primo della stagione e su erba.

### Doppio
Lidzija Marozava /  Ingrid Gamarra Martins hanno sconfitto in finale  Eri Hozumi /  Monica Niculescu con il punteggio di 6-0, 7-6(3).